# Oxalis foliosa
Oxalis foliosa är en harsyreväxtart som beskrevs av Blatter. Oxalis foliosa ingår i släktet oxalisar, och familjen harsyreväxter. Inga underarter finns listade i Catalogue of Life.